# Мішель Константен
Мішель Константен (1924—2003) — актор мистецтва театру й кіно, громадянин Франції.

## Роки біографії
Батьки були вихідцями з Європи. Народився у 20-му столітті десь біля Парижу. На стезю кінематографа ступив не одразу, далеко не одразу — грав на професійному рівні у волейбол та діяв на заводі фірми «Рено». Став популярним, зігравши роль в бойовику «Діра» (1960) режисера Жака Бекера.
Експлуатував образ «чоловіка зі сталі».
Серед глядачів УРСР здобув популярність після виходу картини «Жив-був поліціянт» (1972) режисера Жоржа Лотнера; в цьому детективі партнеркою виступила іменита Мірей Дарк.
Помер після тривалої хвороби 21 століття.

## Фільмографія людини
| Рік  | Порядковий номер | Назва картини                     |
| ---- | ---------------- | --------------------------------- |
| 1956 | 1                | Мадемуазель Стриптиз              |
| 1960 | 2                | Діра                              |
| 1961 | 3                | Помста марсельця                  |
| 1963 | 4                | Мегре та гангстери                |
| 1965 | 5                | Лісоруби                          |
| 1966 | 6                | Друге дихання                     |
| 1966 | 7                | Ми не будемо сваритися            |
| 1967 | 8                | А завтра нас кине в саме пекло    |
| 1967 | 9                | Закон виживання                   |
| 1969 | 10               | Наречена пірата                   |
| 1969 | 11               | Південна зірка                    |
| 1970 | 12               | Охоронець моральності             |
| 1970 | 13               | Місто насильства                  |
| 1970 | 14               | За шкіркою Торпедо                |
| 1970 | 15               | Останнє відоме місто мешкання     |
| 1970 | 16               | Нехай цей вальс продовжує звучати |
| 1970 | 17               | Холодний піт                      |
| 1971 | 18               | Левова частка                     |
| 1972 | 19               | Вожаки                            |
| 1972 | 20               | Жив-був поліціянт                 |
| 1972 | 21               | Марсельский клан                  |
| 1972 | 22               | Людина померла                    |
| 1973 | 23               | Дипломатичний багаж               |
| 1975 | 24               | По той бік страху                 |
| 1975 | 25               | Травля                            |
| 1975 | 26               | У савана кишень немає             |
| 1977 | 27               | Хрест пустелі Сахара              |
| 1978 | 28               | Безславні виродки                 |
| 1978 | 29               | Це тильт                          |
| 1978 | 30               | Потомний кишеньковий злодюжка     |
| 1981 | 31               | Знак «Фуракс»                     |
| 1982 | 32               | Стрільби                          |
| 1984 | 33               | Авантюристи                       |
| 1984 | 34               | Нічна варта                       |
| 1985 | 35               | Кулачна бійка                     |
| 1985 | 36               | Телефон завжди телефонує двічі    |
| 1994 | 37               | Паризька мелодія                  |

## Літературна белетристика
1973 року видав книгу мемуарів «Мій великий рот» або «Мої великі вуста» (фр. Ma grande gueule).